# Wierdensehoek
De Wierdensehoek is een wijk in het westen van de stad Almelo. 
De wijk bestaat uit twee gedeelten die worden gescheiden door de Aalderinkssingel: Kerkelanden en Aalderinkshoek. Kerkelanden behoort tot de armste buurten van Nederland. De gemiddelde inkomens in deze Almelose wijk liggen nog lager dan die van de studentencampus van de Universiteit Twente in Enschede.
Aan de zuidkant wordt de wijk begrensd door de Wierdensestraat, aan de noordoostkant door het spoor. Aan de westkant loopt de Schuilenburgsingel van de ring Almelo.